# Фреквілль (Пенсільванія)
Фреквілль (англ. Frackville) — місто (англ. borough) в США, в окрузі Скайлкілл штату Пенсільванія. Населення — 3860 осіб (2020). Містечко знаходиться недалеко від перетину автомагістралі I-81 і траси 61 штату Пенсільванія на відстані близько 102 милі (164 км) на північний захід від Філадельфії і за 72 км на північний захід від Вілкс-Барре. Фреквілль названий за іменем першого поселенця Даніеля Фрекка.

## Історія
Фреквілль було заселене в 1861 році і зареєстроване в 1876 році, коли село Фреквілл і навколишні гірські міста об'єдналися в єдине місто Фреквілл. Однак назва «Гора Сіті» все ще є загальним прізвиськом для містечка. Колишні закусочна та пивний паб також були названі на честь нього. На початку ХХ століття, антрацит видобуток вугілля стало головною галуззю регіону, хоча Фреквілл залишався переважно житловою громадою.
Копальня Маханой, яка діяла з 1862 по 1931 рік на широкій горі лише на північ від містечка, давала можливість щоденно піднімати на гора 50 тисяч тонн вугілля. Це невелике патч-містечко має назву «Mahanoy Plane» на північному підніжжі широкої гори Фреквілль. Індустріальні реліквії та інфраструктура залишаються в тісному лісі на північ від молодіжного бейсбольного комплексу міста, але історичне збереження чи реставрації ще ніхто не проводив.
У 1922 році у Фреквіллі було відкрито незалежний пивоварний завод, який втім працював недовго через заборони.
Фреквілл святкував своє сторіччя в 1976 році, в той час як Джеймс Нахас був мером. Це була тижнева подія, коли з 22 по 28 серпня проходили паради кожен вечір, що об'єднало спільноту ще ближче один до одного. 125-річний ювілей громада відзначила у 2001 році з аналогічними подіями і наслідками. Вона завершилася у Фреквіллі Круїзом нічних маршрутів, що проходили по всьому району.
У містечку раніше працював відеосалон під назвою «Фреквілл відео». Він був перенесений в сусідній Жирарвилль, але чомусь зберіг ім'я «Фреквілл відео».

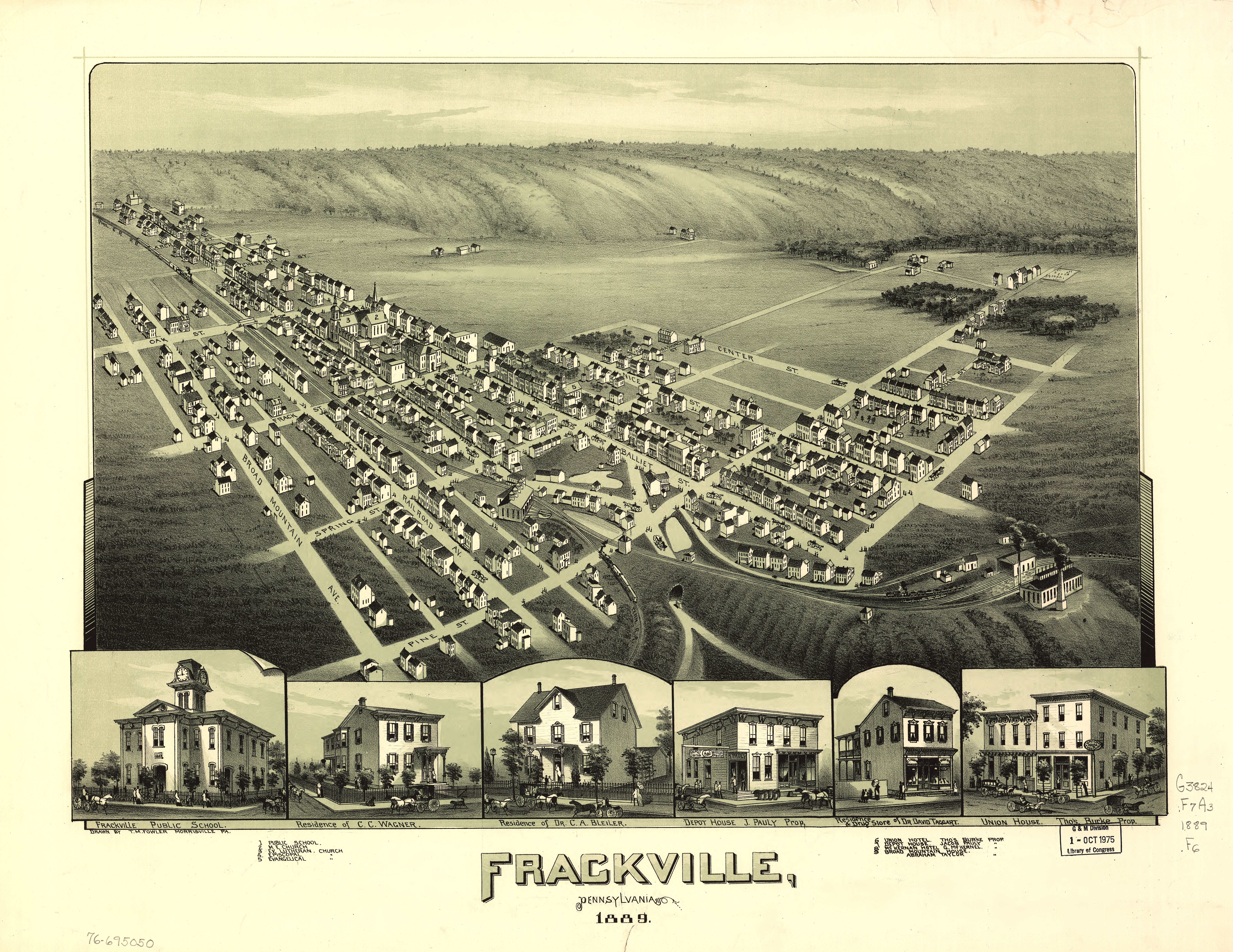
Містечко у 1889 році з висоти пташиного польоту

Фреквілл знаходиться в центрі Північно-Східній Пенсильванії — історичної вугільної галузі, приблизно в 4 милях на південь від Шенандоа. Видобуток вугілля практично припинений нині в районі. До того ж, видобуток вугілля ніколи не окупляв себе у Фреквіллі. Однак — це було джерелом транспортування вугілля для вже неіснуючих залізничних компаній.
Багато жителів Фреквілла працюють на місцевих підприємствах, торгових точках і в численних державних в'язницях штату Пенсильванія, що знаходяться в безпосередній близькості. Решта щодня добираються до міст Потсвілл, Хазлтон, Аллентаун, Редінг або Гаррісберг на роботу. Фреквілл, дійсно знаходиться в оточенні багатьох в'язниць.
У 1900 році чисельність населення становила 2595 жителів. У 1910 році зросла до 3 118, а в 1940 році досягла історичного максимуму — 8 035. За переписом 2000 року в містечку проживало 4 361 житель.
Розташований на автомагістралі I-81 Фреквілл є популярним місцем для туристів. Тут розташований будинок з голландської кухнею, добре розрекламований ресторан, який знаходиться у відреставрованій закусочній.  Скулкилл торговий центр, колишній торговий центр, розташований на південній околиці району.

### Музей Фреквілла

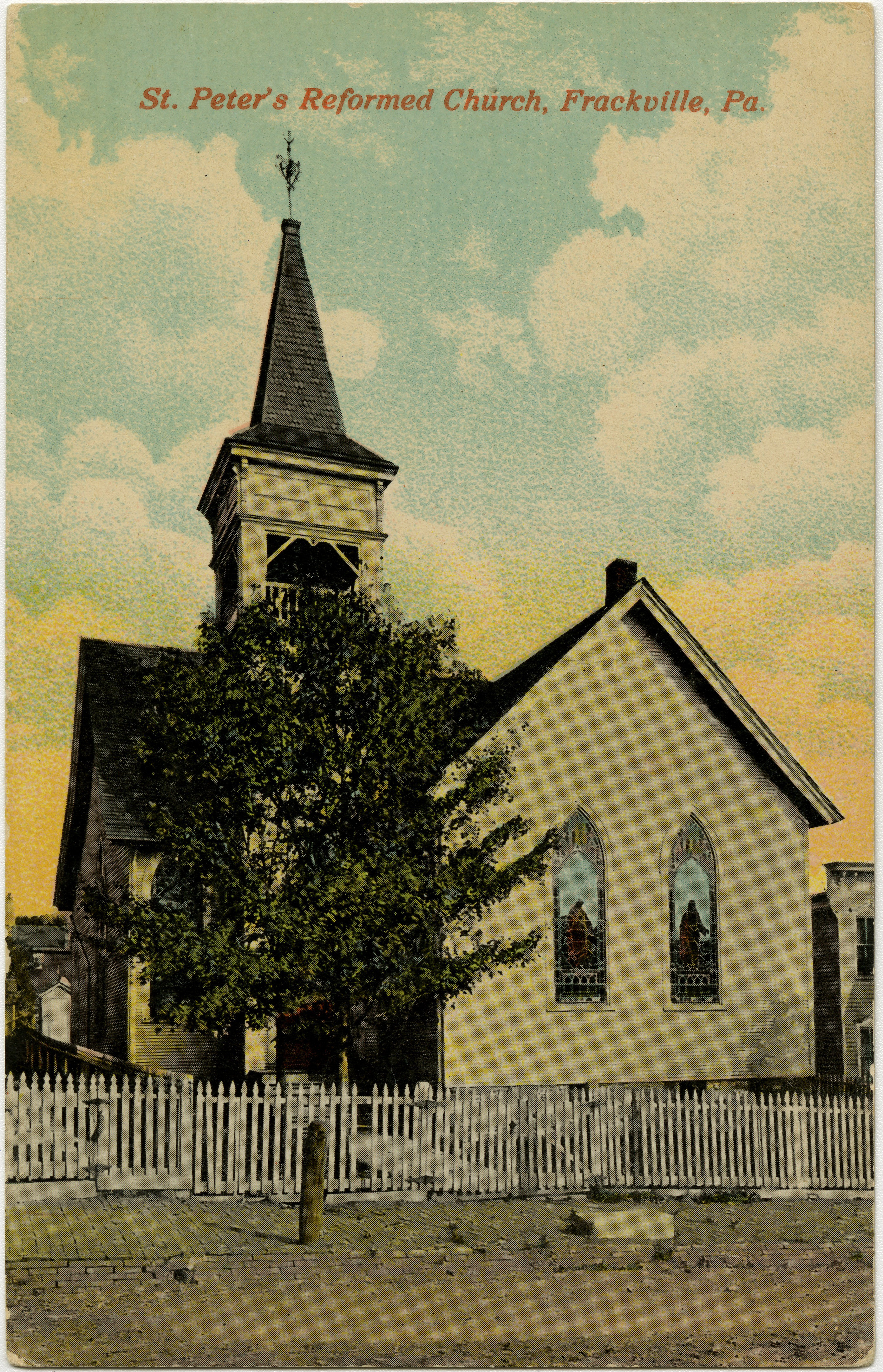
Реформатська церква Святого Петра на старій листівці.

У 1974 році, Лорейн Стентон почав опитування громадян похилого віку Фреквілла в рамках підготовки до відзначення у 1976 році століття містечка. Результати її досліджень і опитувань за цей період знаходяться в Старому місті фраквиль казки—статті, надруковані в у вечірній газеті-віснику «Шенандоа» з 1975 року і до завершального сторіччя видання в серпні 1976 року. Казки можна знайти в Державній бібліотеці в Гаррізбурзі. Однак, її зацікавленість у розвитку історії міста протрималася ще довго після того ювілею. І нині триває збір статей і фотографій міста та його мешканців, а також предметів, що відображають історію міста. Вона намалювала центрального будинку для своєї колекції файлів і фотографій, на додаток до тих позицій, що давали їй інші люди протягом багатьох років. Коли міська Рада Фреквілла погодилася дати місце в новому комплекс, то мрія показати всю свою колекцію стала реальністю. Тому музей Фреквілла приймає в дар будь-які предмети, що мають значення для історії міста, такі як невеликі предмети, місцевої школи, пам'ятні речі, сувеніри Фреквілла або бізнес-товари минулих років.

### 20 століття
У 2003 році Фреквілл став партнером Програми Регіональної головної вулиці Верхнього Шейлкілла разом із сусідніми громадами Ашленд, Жирардвіллом, Маханой Сіті, Рингтаун і Шенандоа. Численні освітні програми, включаючи курси грантової підготовки, організовані за допомогою регіональної програми, дозволили завершити проекти у цільовому центральному діловому районі Фреквілль-Бору з 2004 року і продовжувати до 2008 року на суму 523 304 доларів США. Програма Upper Schuylkill Design Challenge Grantee надає зовнішню допомогу бізнесу та Власники майна для реставраційних проектів.
Фреквілль має більш ніж півдюжини парків, які можуть використовуватися жителями будь-якого віку. Серед спортивних ліг у районі: Фреквілльський альпініст, міні-футбол, футбольний клуб, Фреквілльська асоціація софтболу, бейсбольна команда Фрейквіллі бейсболу, фейрбаумі Фрейквілль, бейсбольні команди середньої та маленької ліги, баскетбольні команди CYO та багато інших. Численні громадські установи, такі як Ельки, Американський легіон, Ротарі, Масони, Лицарі Колумба та Клуб Левів, проводять регулярні заходи для залучення громадян міста. У Фреквіллі також є міський басейн, який відкривається кожну весну для громадян. В районі більше десятка церков. Район обслуговує три пожежні компанії та Служба швидкої допомоги Фрейквілл.
Басейн Фреквілля був закритий влітку 2015 року через пошкодження від значного снігопаду та накопичення льоду. В даний час існує комітет жителів, які працюють над створенням громадського пулу на ще нерозкритому сайті.
Фреквілл є батьківщиною фестивалю Brew Fest County Schuylkill, який у 2017 році буде проходити вже втретє. Захід проводиться Фраквіллевими вітчизняними компаніями Puff's Promotions та Cousin Dave Entertainment.

## Географія
Фреквілль розташований за координатами 40°47′0″ пн. ш. 76°13′59″ зх. д. / 40.78333° пн. ш. 76.23306° зх. д. (40.783316, -76.232930).  За даними Бюро перепису населення США в 2010 році місто мало площу 1,54 км², уся площа — суходіл.

## Демографія

### Перепис 2010
Згідно з переписом 2010 року, у селищі мешкало 3805 осіб у 1657 домогосподарствах у складі 1002 родин. Густота населення становила 2471 особа/км².  Було 1977 помешкань (1284/км²).
Расовий склад населення:
| - 97,6 % — білих - 0,9 % — азійців - 0,3 % — чорних або афроамериканців - 0,2 % — корінних американців |

До двох чи більше рас належало 0,4 %. Частка іспаномовних становила 1,1 % від усіх жителів.
За віковим діапазоном населення розподілялося таким чином: 20,1 % — особи молодші 18 років, 57,9 % — особи у віці 18—64 років, 22,0 % — особи у віці 65 років та старші. Медіана віку мешканця становила 44,7 року. На 100 осіб жіночої статі у селищі припадало 91,6 чоловіків;  на 100 жінок у віці від 18 років та старших — 85,7 чоловіків також старших 18 років.
Середній дохід на одне домашнє господарство  становив 50 863 долари США (медіана — 39 355), а середній дохід на одну сім'ю — 62 160 доларів (медіана — 54 344). Медіана доходів становила 43 409 доларів для чоловіків та 31 469 доларів для жінок. За межею бідності перебувало 21,0 % осіб, у тому числі 37,0 % дітей у віці до 18 років та 12,1 % осіб у віці 65 років та старших.
Цивільне працевлаштоване населення становило 1486 осіб. Основні галузі зайнятості: освіта, охорона здоров'я та соціальна допомога — 20,9 %, роздрібна торгівля — 13,6 %, виробництво — 13,1 %.

### Перепис 2000
Згідно з переписом 2000 року у місті проживали 4 361 людина, 1 914 сімей і 1 169 сімей, які проживають в районі.  Щільність населення складала 7,309.8 чоловік на квадратний кілометр (2,806.3/км²). В місті розташовано 2 094 одиниць житла при середній щільності 3 509,9 на квадратну милю (1,347.5/км²). Расовий склад району був на 98.14 % білий, 1.05 % азійців, 0.37 % афроамериканців, 0.07 % корінних американців, 0,25 % інших, а також  0,11 % двох або більше рас. Латиноамериканців в місті 0.71 % населення.
Найбільш поширеними націями у Фреквіллі є поляки (19.8 %), італійці (17.2 %), німці (11.1 %), литовці (7,8 %) та українці (5.6 %)
Там були 1,914 сімей, з яких 24.7 % мали дітей у віці до 18 років, щопроживають з ними, 45.9 % були подружні пари, які живуть разом, 10,6 % сімей жінки проживали без чоловіків, і 38,9 % не мали сімей. 36,2 % від усіх домогосподарств складаються з окремих осіб і 20,4 %, які були у віці 65 років або старше. Середній розмір домогосподарства 2.22, а середній розмір родини становив 2,88.
У містечку населення було поширене з 19.7 % у віці до 18 років, 6,6 % від 18 до 24, 25.4 % від 25 до 44, 22.5 % від 45 до 64 років і 25,8 %, хто було 65 років або старше. Медіана віку становить 44 роки. На кожні 100 жінок були 88.5 чоловіків. На кожні 100 жінок віком 18 років і старше припадало 82.3 чоловіків.
Середній дохід на одне домашнє господарство в місті склав $32,071, а середній дохід на одну сім'ю — $47,553. Чоловіки мали середній дохід від $31,412 проти $21,836 для жінок. На дохід на душу населення для міста становив $18,587. Близько 2,7 % сімей і 7,4 % населення були нижче риси бідності, у тому числі 4,6 % з тих під віком 18 та 12,6 % — у віці 65 років і старше.

## Поліцейські органи
Головний поліцейський захист Фреквілла надається 24 години на добу відділом поліції міста Фреквілл. Поліцейський офіс Фреквілла розташований у будівлі Боронського залу. Державна поліція штату Пенсильванія має казарми, розташовані на східному кінці району (PSP Frackville Barracks). Департамент Шерифа округу Шуілкіль також зберігає юрисдикцію і надає поліцейські послуги Фреквіллу.

## Бібліотека
- Безкоштовна публічна бібліотека Фреквілла

## У популярній культурі
У 1986 році історик музики Максим У. Фурек опублікував книгу «Джорданські брати: музична біографія щасливих синів року». У книзі простежено кар'єру Йоркських братів Фраквіллів, які з'явилися на американському оркестрі Діка Кларка та були хедлайнерами на 49-денному «Каравані зірок» Кларка, який пройшов Сполученими Штатами та Канадою. Джордан був представлений на кількох сценах Алан Фрід і був головним на всіх важливих телевізійних програмах Східного узбережжя, особливо в районі трьох штатів. Найбільшим хітом у 1966 році став «Гімм Деякі Ловін»
Під час епізоду вибачте, що перериваю , яка вперше вийшла в ефір 3 серпня 2010 року, Тоні Корнхейзер зазначив, що у Фрейквіллі він на 20 градусів холодніший, ніж деінде на Землі.